# Ferdinand von Schill

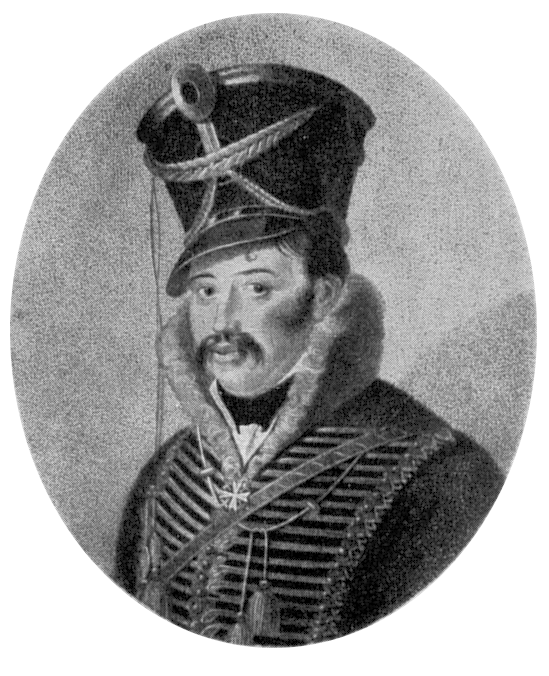
Ferdinand von Schill als Husarenmajor, Stich von Ludwig Buchhorn, 1808.
Schills Unterschrift:

Ferdinand Baptista von Schill (* 6. Januar 1776 in Wilmsdorf bei Dresden; † 31. Mai 1809 in Stralsund) war ein preußischer Offizier, der als Freikorpsführer in den Kriegen mit Frankreich von 1806/07 und 1809 bekannt wurde.

## Leben
Schill entstammte einer Soldatenfamilie. Sein Vater Johann Georg von Schill (1736–1822) war Kavallerieoffizier in der österreichischen, später in der sächsischen, zuletzt in der preußischen Armee. Von seinem Vater wurde Schill im Jahr 1790 dem Grafen Kalckreuth vorgestellt, dem Kommandeur des renommierten Dragonerregiments Anspach-Bayreuth mit dem Ehrennamen Die Hohenfriedberger, welcher Schill als Fähnrich aufnahm. In Pasewalk diente Schill, seit 1793 als Sekondeleutnant, im genannten Dragonerregiment, das seit März 1806 den Namen Königin-Dragoner trug. Sein Wohnhaus befand sich in der Grünstraße 17.

### Freikorps Schill in Pommern

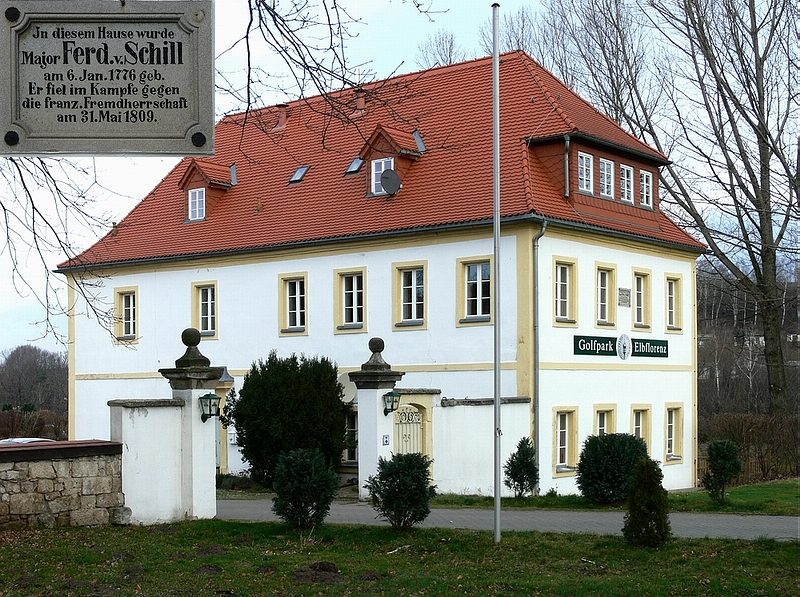
Schill-Geburtshaus in Wilmsdorf

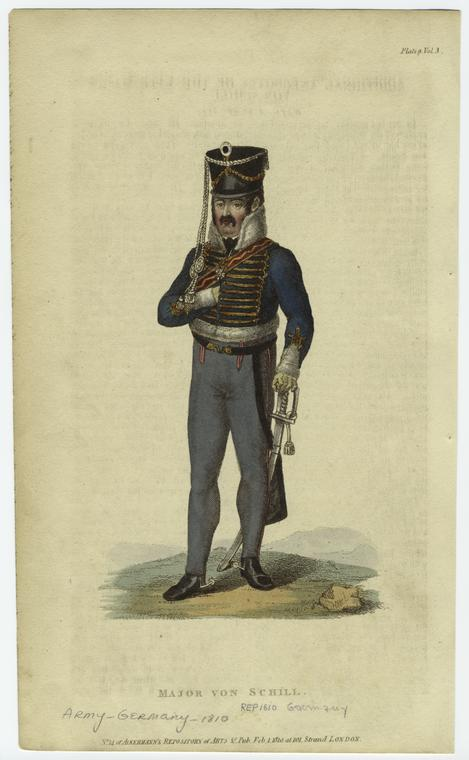
Major von Schill

Im Krieg Preußens gegen Napoleon wurde Schill 1806 in der Schlacht bei Auerstedt durch einen Säbelhieb auf den Kopf schwer verwundet und rettete sich über Magdeburg und Stettin in die Festung Kolberg, wo er sich anlässlich der Belagerung Kolbergs 1807 beim Kommandanten Oberst Ludwig Moritz von Lucadou gesund meldete. Dieser gestattete Schill, mit wenigen Leuten Streifzüge in die Umgebung zu unternehmen. Er sollte Verteidigungsmittel, Rekruten und Geld in die Festung bringen sowie Aufklärung betreiben. Aber Schill begann einen Kleinkrieg gegen französische Besatzungstruppen in ganz Pommern. Für den gelungenen Überfall auf Gülzow am 7. Dezember 1806 wurde er vom König Friedrich Wilhelm III. noch im selben Monat zum Premierleutnant befördert und mit dem Orden Pour le Mérite dekoriert. Aufforderungen seines Regimentskommandeurs, zum Regiment nach Ostpreußen zurückzukehren, ignorierte er. Schill wurde schnell berühmt, seine Truppe wuchs rasch an.
Der König gestattete ihm per Kabinettsorder vom 12. Januar 1807, mit eigenen Mitteln aus versprengten oder ranzionierten Soldaten der preußischen Armee das Freikorps Schill aufzustellen. Im Februar 1807 zählte es über 960 Infanteristen und Jäger, 450 Reiter und 50 Artilleristen mit 11 leichten Geschützen. Von der Bevölkerung nach Kräften unterstützt, verliefen die kleineren Unternehmungen des Korps meist glücklich, die größeren aber unglücklich. Der am 15. Februar 1807 versuchte Überfall auf Stargard wurde mit Verlusten zurückgeschlagen, das befestigte Naugarder Amt von Schill, der zum Rittmeister befördert worden war, tapfer, aber erfolglos verteidigt. Schon bei diesen Aktionen zeigte sich eine verhängnisvolle Selbstüberschätzung Schills. Er musste verwundet nach Kolberg zurück, wo sich der Gegensatz zum Kommandanten Lucadou infolge seines vom König nicht klar festgelegten Unterstellungsverhältnisses verschärfte.
Als im März 1807 die Franzosen Kolberg eingeschlossen hatten, erschien Schill in Stralsund, um die schwedischen Truppen in Schwedisch-Pommern zur Unterstützung Kolbergs zu bewegen. Mitte April ging er in derselben Mission nach Stockholm. Am 12. Mai schiffte er sich mit seiner Kavallerie von Kolberg nach Vorpommern zu Blücher nach Rügen ein, während die Infanterie zur Verteidigung der Maikuhle zurückblieb.
Eine Woche nach dem Waffenstillstand von Tauroggen beförderte Friedrich Wilhelm III. am 30. Juni 1807 Schill für seine Verdienste zum Major, doch musste sich seine Truppe – ohne an Kämpfen teilgenommen zu haben – mit Blücher in den Demarkationsbezirk zwischen Kammin und Köslin zurückziehen; das Korps wurde nach dem Frieden von Tilsit in den Ausbildungsdienst versetzt. Im September 1807 ernannte der König Schill zum Inhaber des aus der Reiterei seines Korps gebildeten 2. Brandenburgischen Husarenregiments („von Schill“). Schills Fußtruppe gliederte er als Leichtes Bataillon von Schill in das neue Leib-Infanterie-Regiment ein. Am 10. Dezember 1808 ritt Schill nach dem Abzug der französischen Besatzer im Triumph mit seinem Husarenregiment an der Spitze der zurückkehrenden preußischen Truppen in Berlin ein.

### Schillsche Jäger in der Erhebung gegen Napoleon
In den für 1809 zeitgleich mit der Erhebung Österreichs gegen die Herrschaft Napoleons in Deutschland vorgesehenen Aufständen war ihm eine wichtige Rolle zugedacht, aber Schill wollte nicht abwarten. Der jubelnde Beifall der Bevölkerung, der wieder erwachte Patriotismus und wohl auch eine gewisse Portion Selbstüberschätzung hoben den Husarenoffizier Schill über sich selbst hinaus und verleiteten ihn zu unüberlegten, mit der Armeeführung nicht abgestimmten Handlungen. Vergeblich versuchte auch General Ernst von Rüchel, mit dessen Tochter Elise sich Schill verlobt hatte und auf dessen hinterpommerschem Gut Haseleu er gelegentlich zu Gast war, mäßigend einzuwirken. Nach Beginn des Krieges verließ Schill am 28. April – wie zum Manöver – mit seinem Regiment Berlin. Eine Meile außerhalb der Stadt hielt er seinen Soldaten eine Ansprache, die den Eindruck verstärkte, er handele in höherem Auftrag. Den Befehl der Kommandantur zur sofortigen Rückkehr beachtete er nicht. Bekannt wurde die Truppe als Schillsche Jäger.
Schill wandte sich zunächst nach Dessau, das er am 2. Mai besetzte. Dort ließ er seinen Aufruf „An die Deutschen“ drucken. Die Anfang Mai eintreffende Nachricht von der Niederschlagung der Erhebung in Österreich versetzte seinem Tatendrang einen deutlichen Dämpfer, aber er ließ sich von seinen Offizieren mitreißen und lieferte sich am 5. Mai bei Dodendorf unweit von Magdeburg mit der Schlacht bei Dodendorf ein auch für die französische Seite verlustreiches Gefecht mit einer Abteilung der Magdeburger Garnison. Am selben Tag hatte Jérôme Bonaparte, der Bruder Napoleons und König von Westphalen, einen Preis von 10.000 Francs auf seinen Kopf ausgesetzt. Der preußische König Friedrich Wilhelm III. sprach sich scharf gegen Schills eigenmächtige Tat aus.
Sein Regiment, das durch Anwerbung noch anwuchs, ging an die untere Elbe und von dort, durch Holländer unter Carl Heinrich Wilhelm Anthing und Dänen verfolgt, in Richtung Stralsund, dessen aus Polen und Mecklenburgern bestehende Besatzung ihm entgegenkam, aber schon bei Damgarten geschlagen wurde.

### Tod in Stralsund

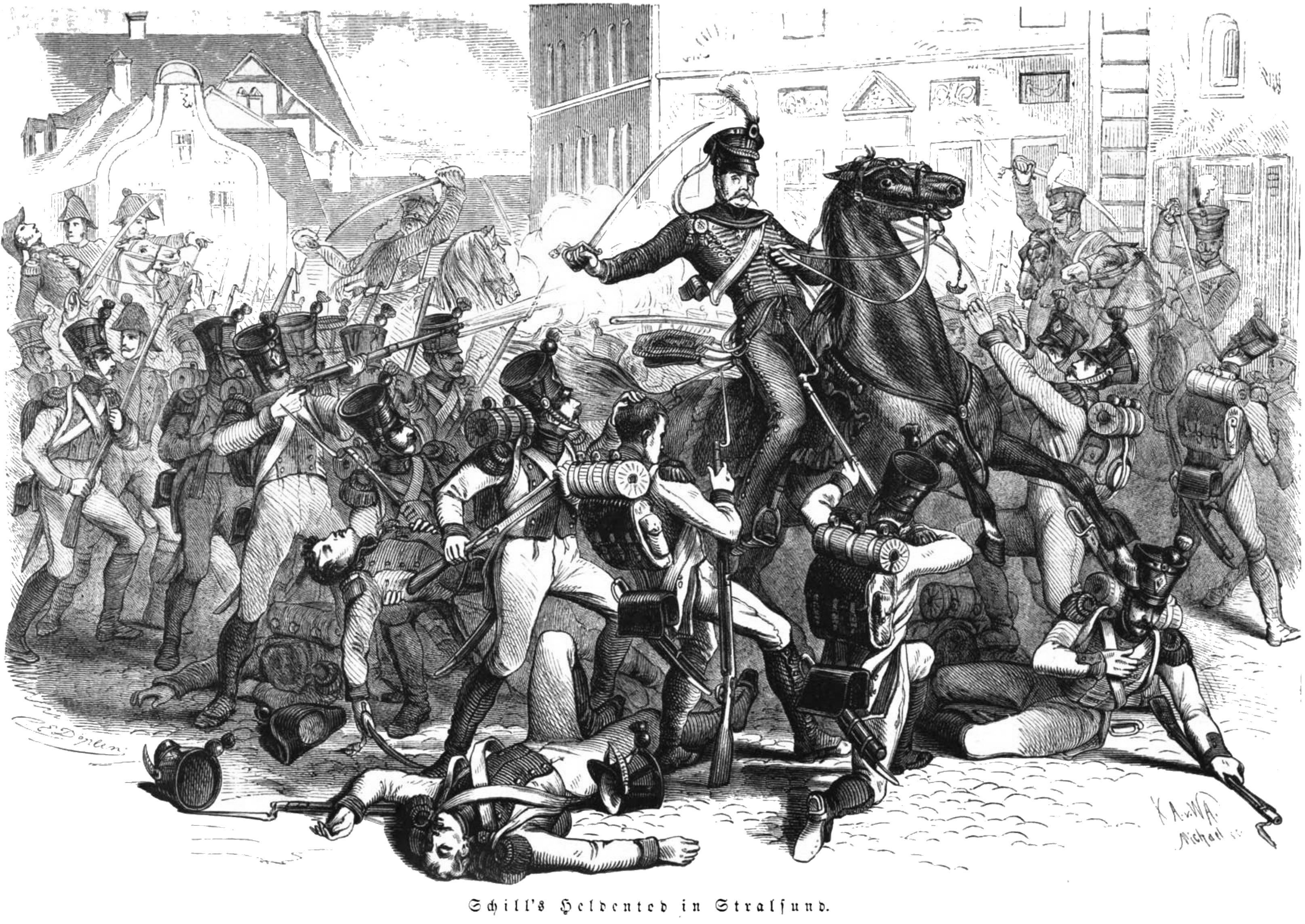
Schills Heldentod in Stralsund, Zeichnung aus „Die Gartenlaube“, 1860

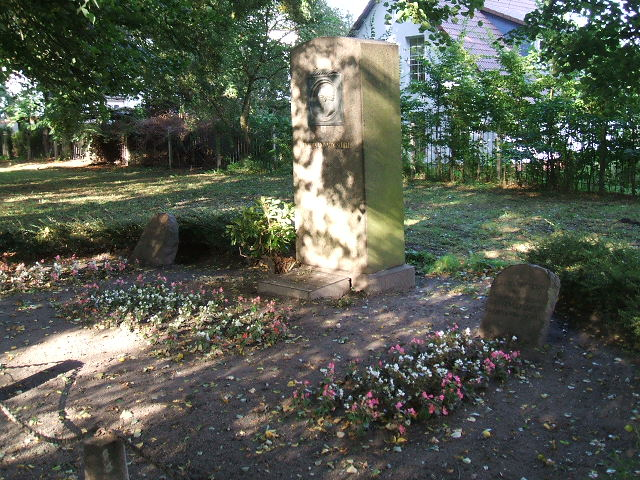
Schill-Grabmal auf dem Knieperfriedhof

Am 25. Mai 1809 trafen gegen zehn Uhr die Schillschen Jäger aus Damgarten in Stralsund ein. Schill zog durch das Tribseer Tor in die Stadt ein, die er noch aus dem Jahr 1807 kannte. Nachdem er in Damgarten erfolgreich gekämpft hatte, hoffte er in der Festungsstadt Stralsund auf ein Fanal für die Befreiung von der französischen Fremdherrschaft. Seinem Mitkämpfer Leutnant Leopold von Lützow rief er zu: „Wir brauchen Stralsund als Stützpunkt für den Kleinkrieg, auch wenn wir ehrenvoll fallen sollten.“
Schills Einzug in Stralsund begleitete ein Sieg gegen in der Mönchstraße kämpfende französische Artilleristen. Mit Hilfe des in schwedischen Diensten stehenden Offiziers Friedrich Gustav von Petersson gelang es Schills Truppen, die französische Besatzung der Stadt zu vertreiben. Er trieb nun die Wiederanlage der geschleiften Verteidigungsanlagen voran und zog dazu bis zu 1000 Bauern der Umgebung heran. Sein Eintreffen begeisterte die Stralsunder allerdings nicht wie erhofft, da sie weniger patriotisch gesinnt waren als Schill und eher über die erneute Einbeziehung ihrer Stadt in Kampfhandlungen stöhnten, die immer Belastungen der Bürger mit sich brachten. Zweifel kamen auch in Schills Truppen auf angesichts der aussichtslos erscheinenden Lage in Stralsund. Truppen der Generäle Gratien und Ewald zogen heran, die mit 6000 Mann (Dänen und Niederländer) eine Übermacht darstellten. Einige der Offiziere Schills zogen aus Stralsund ab, darunter auch Leo von Lützow.
Am 30. Mai 1809 veröffentlichte Schill ein „Publicandum“ mit folgendem Inhalt: „Durch die mit den Waffen in der Hand erfolgte Besitznahme hiesiger Stadt und Festung, trete ich, vermöge des Waffenglücks, in die Rechte des Eroberers. Meine Absicht ist, bei meinen Unternehmungen ein widerrechtlich unterjochtes und der Krone gewaltsam entrissenes Land zurückzugeben, da ihr folgendes gebührt. So lange aber, bis dieses Land von mir in die Hände des rechtmäßigen Besitzers zurückgegeben ist, und so lange der Besitz desselben mit der Ausführung meiner ferneren Pläne vereinigt ist, muß ich mir dessen Besitz sichern. Wenn nun aber zur Verpflegung, Bekleidung und sonstigen Unterhaltung meiner Truppen die Annahme aller und jeder Staatskassen, als Domainen-Revenuen, Zoll- und Accise-Steuer-Gelder und dergleichen mehrere, erfordert wird, so werden von dem Tage der erfolgten Besitznahme an, sämtliche Kassen des Landes für mich verwaltet, und nur mir sind die Rendanten responsable. Die Uebertretung dieses Gebots, so wie der geringste dabei vorkommende Unterschleif wird mit Festungsstrafe geahndet. Eine von mir niedergesetzte Commission wird morgen nachmittag die Kassenbücher nachsehen und die Bestände annehmen. Stralsund, den 30. Mai 1809. Schill, commandierender Officier der hiesigen Provinz.“
Am 31. Mai 1809 griffen, wie von Schill erwartet, Truppen des Königreichs Holland unter dem französischen General Pierre Guillaume Gratien und dänische Truppen unter General Johann von Ewald die Stadt an. Der erste Angriff am Tribseer Tor, durch das Schill selbst sechs Tage zuvor eingerückt war, konnte abgewehrt werden. Jedoch rückten die angreifenden Truppen dort nur zur Ablenkung an. Ihre Hauptmacht konzentrierte sich auf das Kniepertor, wo sie schnell in die Stadt vordringen konnte. Gegen die Übermacht wehrten sich die schillschen Truppen verzweifelt. Nur einem kleinen Teil gelang die Flucht durch das Frankentor; die meisten fielen im Kampf. Einige Offiziere gerieten in Gefangenschaft und wurden zunächst im Keller des Hauses Fährstraße/Alter Markt gefangen gehalten, woran eine Gedenktafel über dem Kellereingang noch heute erinnert.
Schill selbst wurde nach einem Fluchtversuch, der ihn in der Annahme, die Stadt dort verlassen zu können, ins Johanniskloster geführt hatte, beim Ritt durch die Fährstraße vor dem Haus Nummer 21 von einer Kugel tödlich getroffen.
Sein Leichnam mit einer Verletzung im Gesicht und mit von einem Bajonett durchbohrten Unterleib wurde in das Haus des städtischen Chirurgen am Alten Markt gebracht. Am 1. Juni 1809 fand in der Stadt eine Siegesparade statt. Anschließend wurde in Gegenwart Gratiens der Kopf Schills abgetrennt und als Trophäe an König Jérôme geschickt. Schills Körper wurde am 2. Juni 1809 auf dem Stralsunder St.-Jürgen-Friedhof an unbekannter Stelle verscharrt. Schills Kampfgefährte von Petersson geriet in Gefangenschaft und wurde am 4. Juni 1809 vor dem Kniepertor erschossen. Eine Gedenktafel erinnert daran.
Etwa 200 Reiter und einige Jäger schlugen sich, unter dem Kommando von Hans von Brünnow zum Dänholm durch und erzwangen die Bewilligung freien Abzugs nach Preußen, wo die Soldaten in ihre Heimat entlassen wurden. Die Offiziere des Korps wurden, teilweise in Abwesenheit, vor ein Kriegsgericht gestellt. Einige wurden freigesprochen und andere mit Festungshaft bestraft. Sechs Offiziere, die Schill erst nachträglich gefolgt waren, wurden wegen Desertion zu unehrenhafter Entlassung aus dem Militärdienst (Kassation) verurteilt. Eine andere Abteilung entkam von Rügen aus zu Wasser nach Swinemünde; der Rest des Korps aber blieb im Gefecht. In Gefangenschaft gingen 557 Unteroffiziere und Mannschaften. Nach Loswurf wurden vierzehn der Gefangenen in Braunschweig an der Stelle des heutigen Schill-Denkmals erschossen. Der Rest kam in französische Bagnes. Elf gefangene Offiziere wurden nach Wesel verbracht und am 16. September 1809 standrechtlich erschossen. 1835 errichtete die preußische Armee ihnen dort ein Denkmal. Der Desertionsprozess gegen den gefallenen Schill wurde vom König niedergeschlagen, weil Schill ja schon tot war. Sein Vermögen wurde, wie bei Desertionen üblich, für den Staat beschlagnahmt.
Die Sentenz „Lieber ein Ende mit Schrecken als ein Schrecken ohne Ende“ geht auf von Schill und auf diese Zeit zurück.

## Gedenken

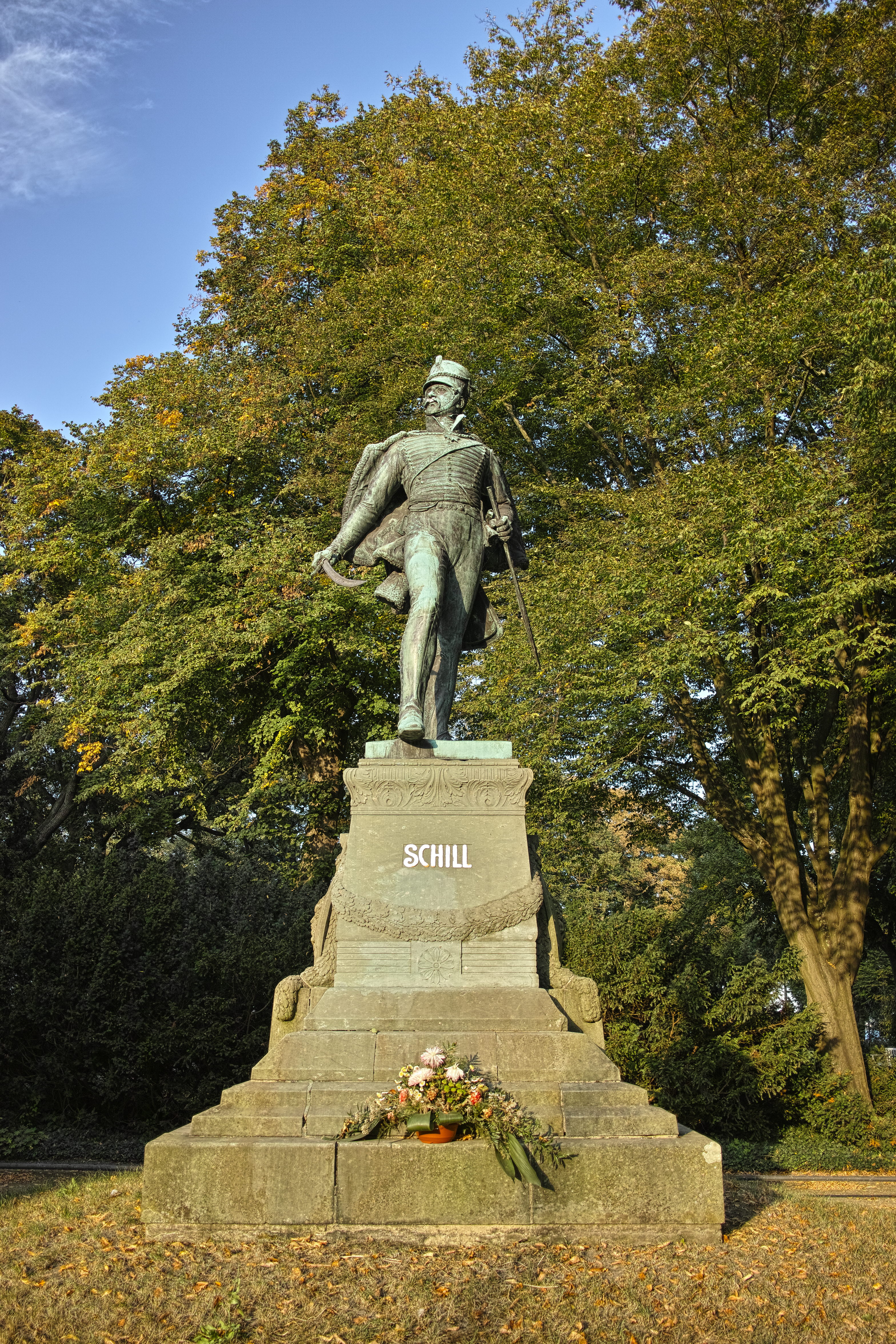
Schill-Denkmal in Stralsund

Bereits am 18. Oktober 1838 legten Stralsunder Bürger an Schills Grab auf dem Knieperfriedhof eine Eisentafel mit der (im Original lateinischen, aus Vergils „Aeneis“ stammenden) Inschrift:

„Großes gewollt zu haben ist groß. Er sank hin durch das Schicksal. Am Gestade liegt der mächtige Rumpf. Ward entrafft auch das Haupt, ist doch der Körper nicht namenlos.“

Am 30. Mai 1859 fand in Stralsund eine Gedenkfeier von überlebenden schillschen Kampfgefährten und Stralsundern statt, 1909 wurde das bronzene Schill-Denkmal in den Schillanlagen errichtet. An Schill erinnern außerdem eine in den Bürgersteig eingelassene steinerne Gedenktafel am Ort seines Falles in der Fährstraße. Die Schillstraße in der Nähe seines Todesortes erinnert ebenfalls an ihn. Im Hotel Norddeutscher Hof, direkt am Neuen Markt, befindet sich eine Schillstube, in der Zeugnisse und Dokumente über das Leben und Wirken Schills gezeigt werden. Zur Erinnerung an den Major Ferdinand von Schill wird seit 2005 an jedem zweiten Septemberwochenende durch die Stralsunder Schützencompagnie 1451 die Schlacht um Stralsund als Reenactment nachgestaltet.
Erst 1837 wurde Schills Kopf, der sich lange in einem Naturalienkabinett im niederländischen Leiden befunden hatte, in einer Urne nach Braunschweig gebracht. Dort war im selben Jahr in der Schillstraße das Schill-Denkmal errichtet worden. Die Urne mit Schills Schädel wurde am Fuße des Denkmals beigesetzt.
In Wilmsdorf bei Dresden steht das Geburtshaus Schills, das sogenannte Schillgut. Außer einer Gedenktafel am Haus wurde hier 1904 ein Schill-Denkmal errichtet und 1984, zum 175. Todestag Schills, die Dorfstraße in Ferdinand-von-Schill-Straße umbenannt. In Stralsund, Berlin, Köln, Damgarten und vielen weiteren Orten wurden Straßen und Plätze nach Ferdinand von Schill benannt.
In Dodendorf erinnert ein Gedenkstein an das Gefecht bei Magdeburg. Auf dem Marktplatz von Arneburg steht ein Gedenkstein zu seinen Ehren. Unmittelbar an der Baumgartenbrücke zwischen Werder/Havel und Geltow an der Bundesstraße 1 im Landkreis Potsdam-Mittelmark befindet sich der Schill-Gedenkstein. Dort biwakierte am 28. April 1809 Major Ferdinand von Schill mit seinem 2. Brandenburgischen Husarenregiment.
In den Filmen Die elf Schillschen Offiziere (1926 und 1932), Der Feuerreiter (1940) und Kolberg (1943/45) diente Schill als Motiv.
Im April 1945 wurde im Raum Fläming – Dessau – Wittenberg – Halle – Merseburg aus Reserven, Ausbildungseinheiten verschiedener Kriegsschulen und Einheiten des Reichsarbeitsdienstes (RAD) sowie aus Hitlerjungen die 12. Armee gebildet (nach ihrem Befehlshaber Walther Wenck oft auch Armee Wenck genannt). Man formierte vier Infanteriedivisionen; sie erhielten die Namen „Scharnhorst“, „Ulrich von Hutten“, „Schill“ und „Theodor Körner“.
Hans Löwe verarbeitete Schills Leben in der Erzählung Soldat seines Volkes. Seine Rolle bei der Verteidigung Kolbergs fand in Curt Hotzels Novelle Nettelbeck Erwähnung.
Anlässlich des 200. Geburtstags prägte die Münze der DDR 1976 eine 5-Mark-Gedenkmünze in einer Auflage von 100.000 Stück. Das Kampfhubschraubergeschwader 67 (später: Kampfhubschraubergeschwader 3) der Armeefliegerkräfte der NVA erhielt 1984 den Traditionsnamen „Ferdinand von Schill“.
Die Bundeswehr-Kaserne in Torgelow heißt Ferdinand-von-Schill-Kaserne. Zudem gibt es eine Schill-Kaserne in Wesel und bis 2012 eine Schill-Kaserne in Lütjenburg.
In der Kasematte des Haupttorgebäudes der Festung Wesel zeichnet eine museale Ausstellung die Geschichte von Ferdinand von Schill und seiner Offiziere nach, die in diesen Räumen auch gefangen gehalten wurden.

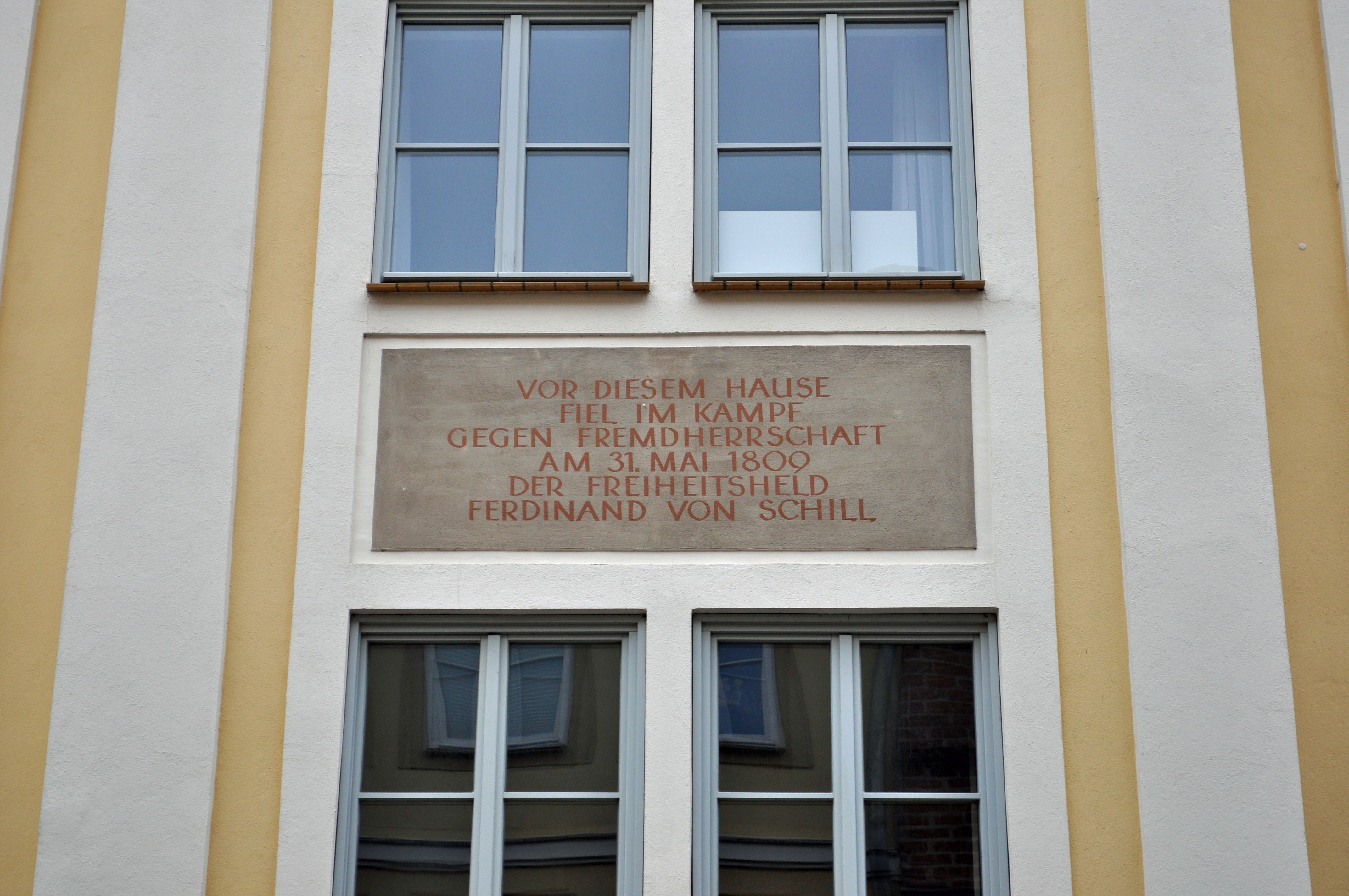
Inschrift am Haus Fährstraße 20/21 in Stralsund
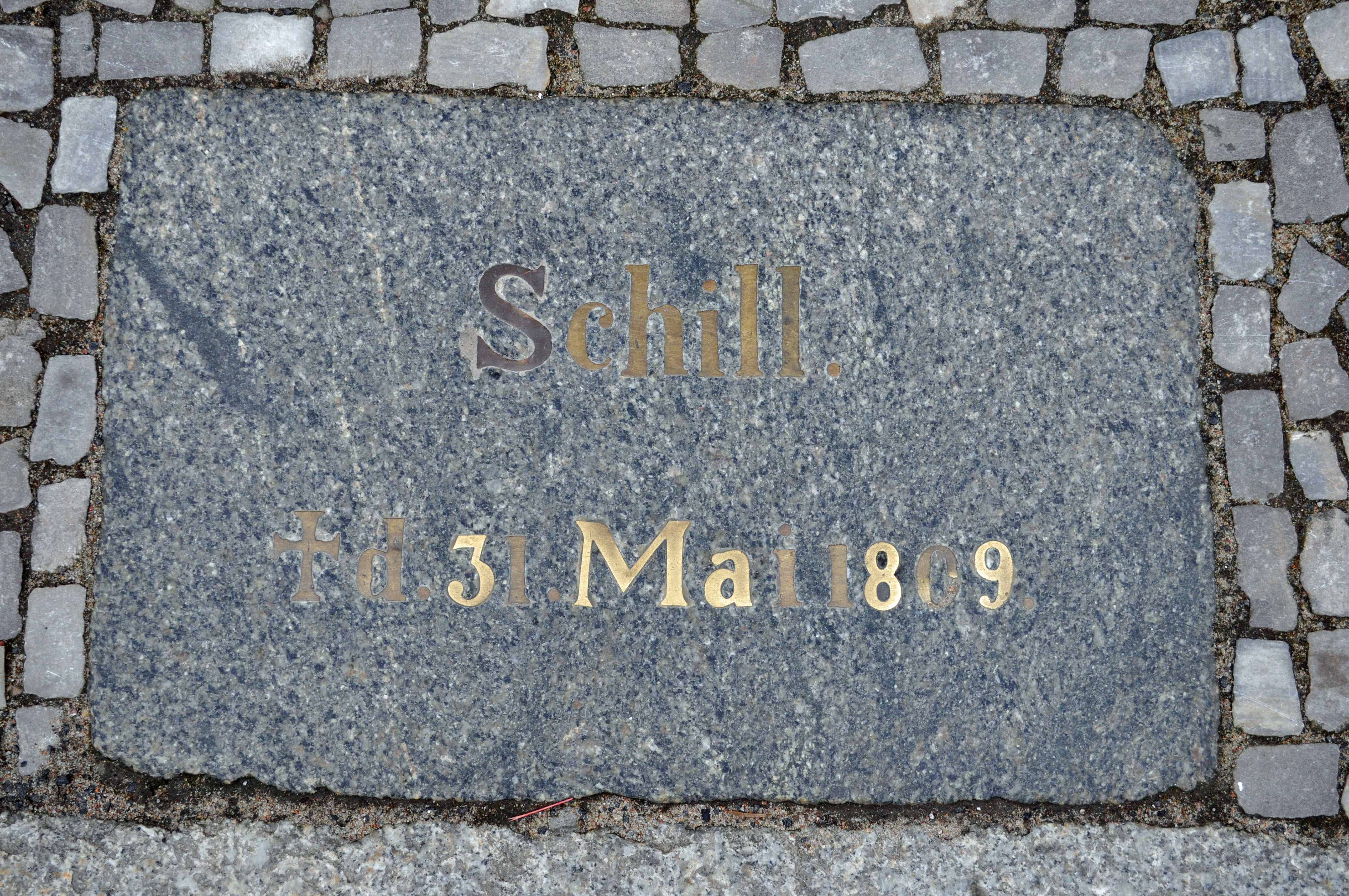
Gedenktafel am Sterbeort Fährstraße 20/21
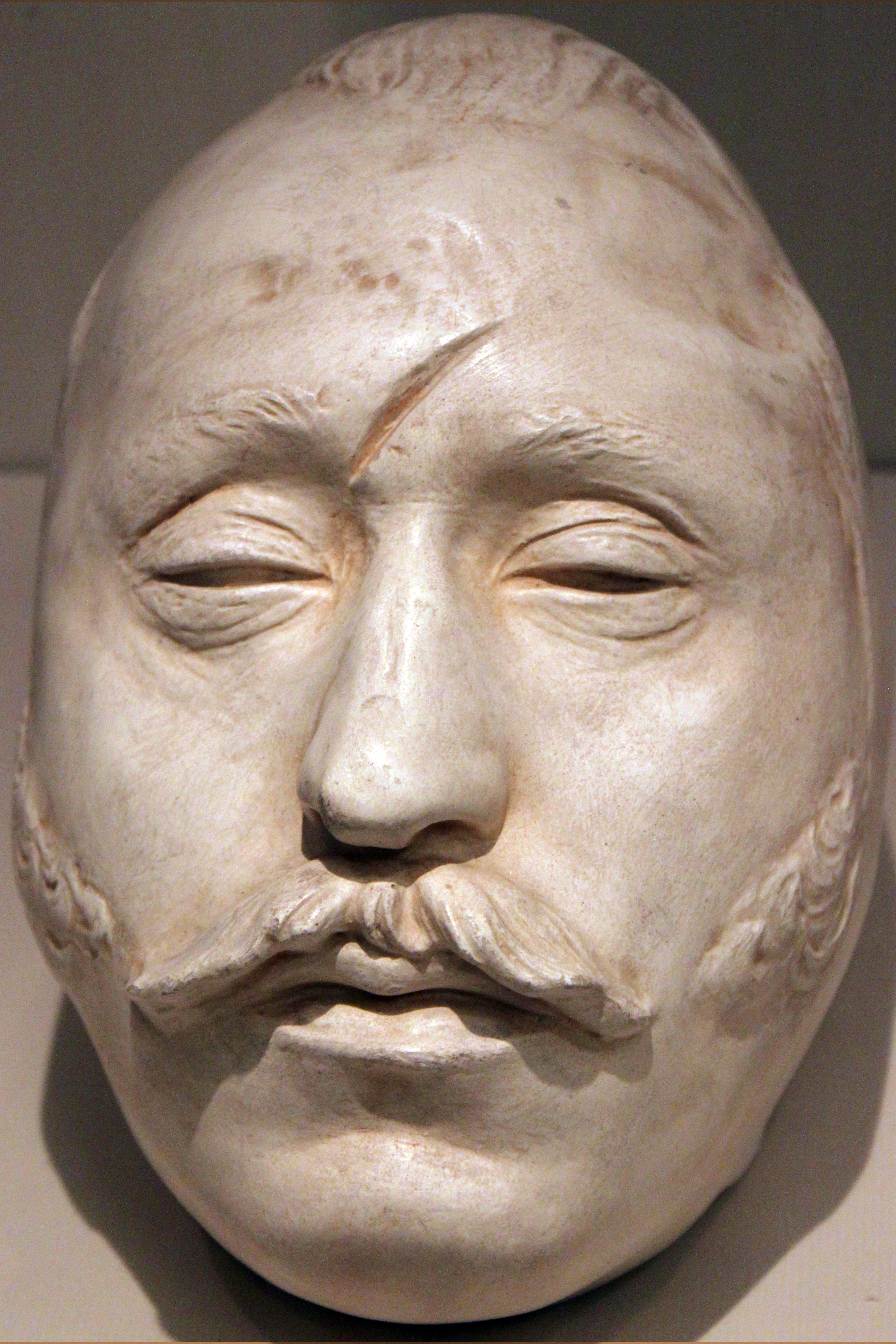
Totenmaske Ferdinand von Schills im Deutschen Historischen Museum
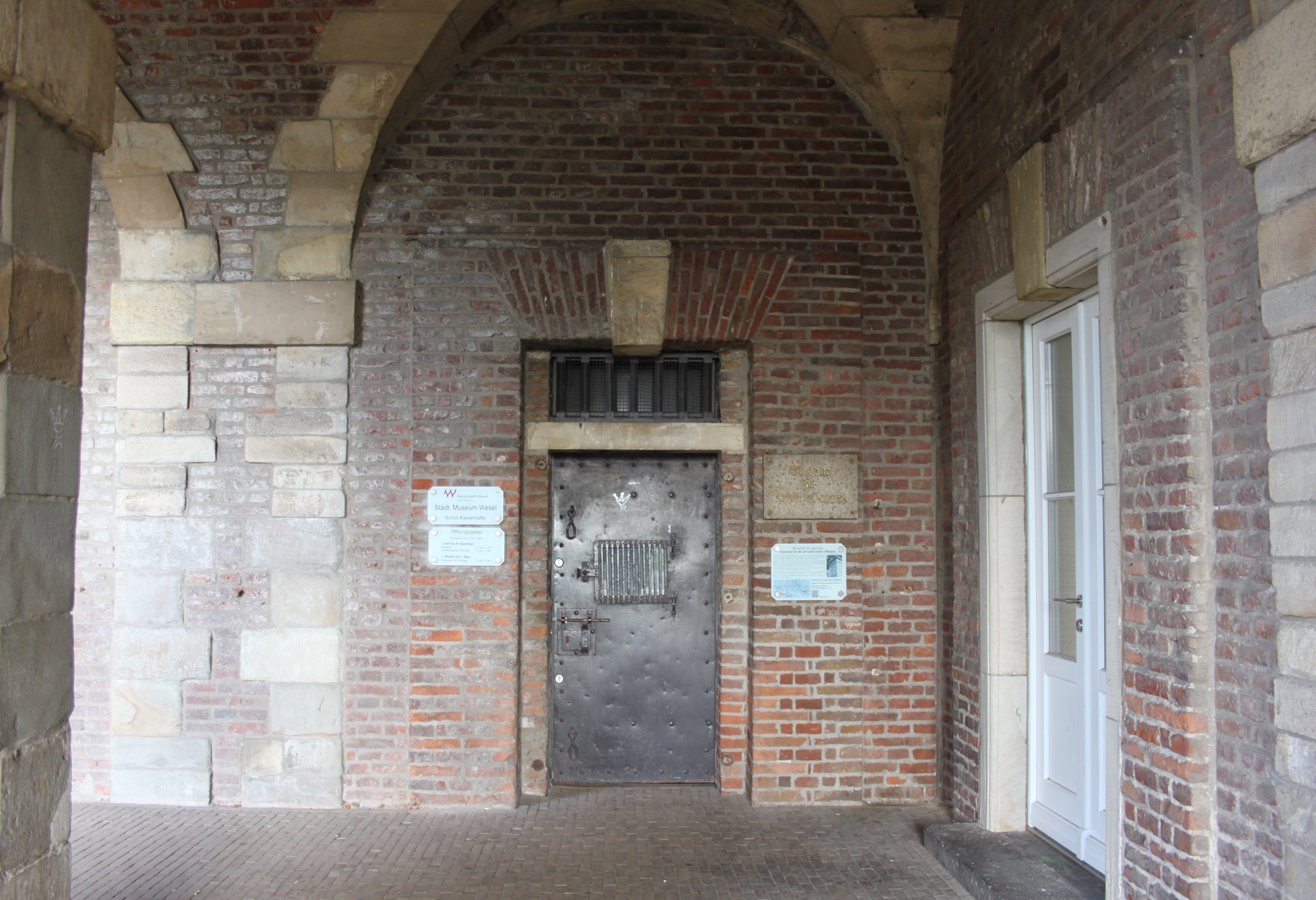
Eingang zur Schill-Kasematte in Wesel

siehe auch: Schill-Denkmal (Liste)